# Staw Kalina
Staw Kalina – staw w Świętochłowicach-Zgodzie, największy zbiornik wodny w mieście. Znajduje się on w bezodpływowym obniżeniu. Powierzchnia stawu wynosi około 5,3 ha. Głębokość wody nie przekracza 3,5 m.

## Nazwa
Nazwa stawu wywodzi się od kolonii Kalina powstałej w Górnych Hajdukach, gdy dziedzicem jej był Elsner von Gronov z Kalinowic. Kolonia ta rozwinęła się dzięki działającej tu od 1845 roku kopalni.

## Historia
Powstał jeszcze przed I wojną światową, w wyniku osiadania terenu, spowodowanego eksploatacją płytko zalegających złóż węgla kamiennego. Pierwszy raz pojawił się na mapie z 1931 roku. Przed I wojną światową można było tu łowić ryby. W latach 1928–1939 funkcjonował ośrodek rekreacyjny i kąpielisko. Do początku lat 50. XX wieku zbiornik ten był względnie czysty.

## Obecnie
W przeszłości staw był silnie zanieczyszczony. Został skażony odpadami poprzemysłowymi Zakładów Chemicznych Hajduki w Chorzowie, w tym fenolami, norma stężenia tychże została przekroczona 30 tysięcy razy (dane na 2012 rok), a wokół stawu był odczuwalny nieprzyjemny zapach. Poziom wody reguluje pompownia Wiśniowa, która odprowadza nadwyżki wody do potoku Rawy. Rewitalizacja stawu była planowana kilkukrotnie. 
W 2020 rozpoczęto rewitalizację Stawu Kalina kosztem ponad 72 mln zł. Prace zakończyły się we wrześniu 2023 roku, dzięki czemu poziom zanieczyszczenia wód spadł o 99%. Dodatkowo wokół stawu powstały ścieżki spacerowe, place zabaw, boiska oraz wybieg dla psów.  
Otoczenia stawu stanowi pas trzciny pospolitej, niewielkie zadrzewienie, ogródki działkowe oraz wybudowane w połowie lat 60. XX wieku osiedle mieszkaniowe.

## Fauna i flora
Występują na stawie takie gatunki jak: kaczka krzyżówka, łyska, kokoszka wodna oraz głowienka, łabędź niemy, brodziec piskliwy. W 2003 roku po raz pierwszy zaobserwowano takie płazy, jak: żaba jeziorkowa, żaba wodna, żaba trawna, ropucha zielona oraz rzekotka drzewna.